# Alina Rodríguez
Gran intérprete cubana de cine , teatro, televisión.
Alina Rodríguez (Habana, 4 de octubre de 1951-27 de julio de 2015) fue una actriz cubana.
Actuó en películas, series de televisión y teatro por más de tres décadas formada en el emblemático Teatro Estudio.Personajes cómo Justa Quijano en la telenovela Tierra Brava o la maestra Carmela de Conducta la hicieron la  favorita del público y la crítica.El auténtico rostro de la actuación en Cuba 
Falleció el 27 de julio de 2015, a los 63 años.

## Filmografía

### Cine
- 1986, Otra mujer, dirección Daniel Díaz Torres
- 1990, María Antonia, dirección Sergio Giral
- 2000, Lista de Espera
- 2014, Conducta

### Teatro
- 2014, Contigo, pan y cebolla

### Televisión
- 1987, La séptima familia (telenovela)
- 1997, Tierra Brava (telenovela)
- 2007, Historias de Fuego (telenovela)